# Jean-Yves Efros
Jean-Yves Efros, né en 1954, est un ancien joueur français de basket-ball.

## Biographie
Fort de ses 2,05 mètres, Jean-Yves Efros choisit naturellement le basket-ball. Il commence à jouer pour le compte de l'ABC Nantes (N2). Entre-temps, il est déjà sélectionné en équipe de France junior. En 1976, Efros signe au Limoges CSP qui évolue alors en Nationale 2. En même temps, il doit effectuer son service militaire et rejoint donc le Bataillon de Joinville (1976-1977). Après son service, le CSP Limoges le réintègre pleinement. Sa taille et sa présence au rebond apporte une aide considérable pour la montée en Nationale 1. Le CSP monte en N1 lors de la saison 1977-1978. En 1981, Efros passe par Saint-Clément (N2). À partir de 1982, il ne joue plus en Nationale 2. Il termine sa carrière à Perpignan (N3) (1984-1986).

## Palmarès
- saison 1977-1978 : Vice-champion de France de N2 avec Limoges

## Sélections
- Équipe de France junior.
- Équipe de France militaire.